# Espresso

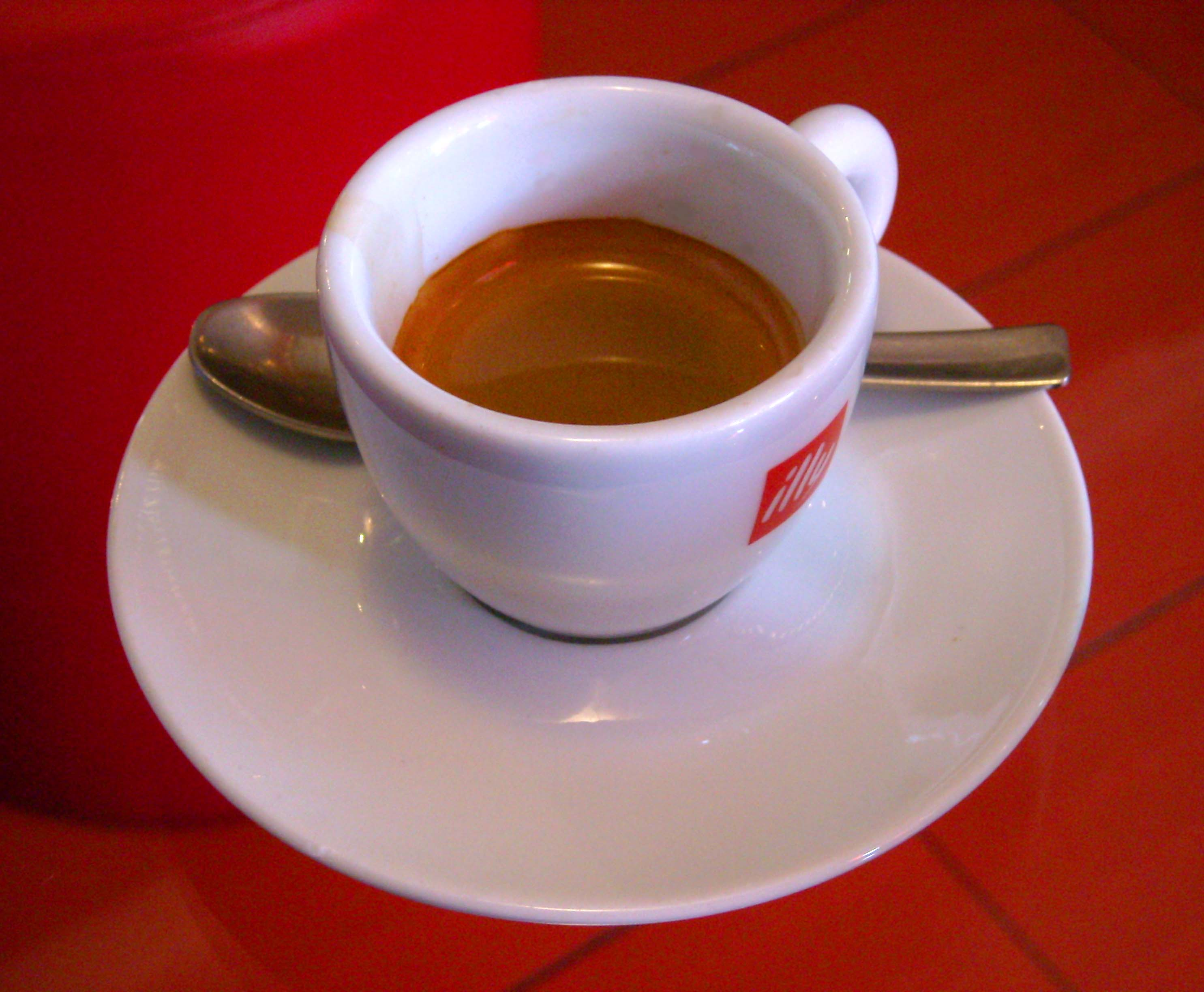
Un espresso într-o ceașcă tipică de porțelan

Espresso este o cafea concentrată, cu o aromă intensă, pregătită sub presiune într-un aparat special numit espressor. A fost preparată pentru prima dată în Italia, iar numele provine de la timpul rapid de pregătire. 

Pe suprafața unui espresso, se formează o spumă groasă, de culoarea alunii, denumită cremă. Cu cât cafeaua este mai comprimată, cu atât aroma este mai puternică, mai complexă. Aceasta este produsă prin emulsionarea uleiurilor din cafeaua măcinată într-un coloid, care nu apare în alte metode de preparare a cafelei. Cafeaua espresso conține cu 18% mai puțină cofeină.
Rețeta clasică pentru un espresso este: 6,5- 7,5 g de cafea fin macinată, 30 ml. apă la temperatura de 88-92° C, presiune maximă 9 atm și 25 de secunde timpul de extracție. Espresso-ul trebuie să aibă crema de culoare maro închis, groasă de 2-3 mm și să se păstreze timp de 2 minute.

## Scurt istoric
Istoria cafelei espresso este aceeași cu istoria aparatului care o produce, espressorul.
Primul aparat de preparat espresso a fost construit și brevetat în anul 1884 de către italianul Angelo Moriondo din Torino.
Metoda pentru prepararea rapidă a cafelei a fost realizată în anul 1901 de italianul Luigi Bezzera. Bezzera ar fi inventat acest aparat pentru că angajații lui pierdeau prea mult în pauza de cafea. Funcționarea mașinii presupunea ca o cantitate anume de cafea este păstrată într-un compartiment special, prevăzut cu o valvă ce se deschide, permițând aburului să preseze apa fierbinte, care trece prin cafea. Procedeul era rapid și producea o mie de cești de cafea pe oră, însă cafeaua avea un gust schimbat deoarece aburul aflat sub presiune, afecta în mod negativ gustul băuturii. Bezzera a numit acest aparat „mașină de făcut cafea rapidă”.
Bezzera a vândut patentul lui Pavoni Desiderio în anul 1905, care a fondat compania La Pavoni și a început producția și comercializarea acestora.
În 1935 Francesco Illy a patentat primul aparat automat de cafea care înlocuia apa presurizată cu abur și l-a numit „Illetta” după numele soției sale.
Brevetarea primului aparat de espresso sub presiune care nu schimba gustul sau aroma cafelei, a fost făcută de către Giovani Achille Gaggia în 1947. Acesta  a adus o îmbunătățire aparatului „Illetta”, prin utilizarea unui piston, acționat de o pârghie în timpul preparării cafelei.
La scurt timp după apariția aparatului espresso manual cu pârghie, Gaggia a inventat espressorul cu pompă electrică care elimină inconstanța presiunii aplicată pe pârghie.
Ultimele modernizări au fost făcute în 1950, de italianul Ernest Valente, care a automatizat complet procesul și a brevetat primul espressor automat.

## Tipuri de espressoare
Espressorul este un aparat care produce cafeaua espresso prin forțarea apei fierbinți sub presiune într-un mic container cu cafea măcinată și un filtru.
Pe piață există multe modele de espressoare care pot fi folosite fie acasă sau la birou, fie într-un mediu comercial HoReCa (Hoteluri, Restaurante, Catering).

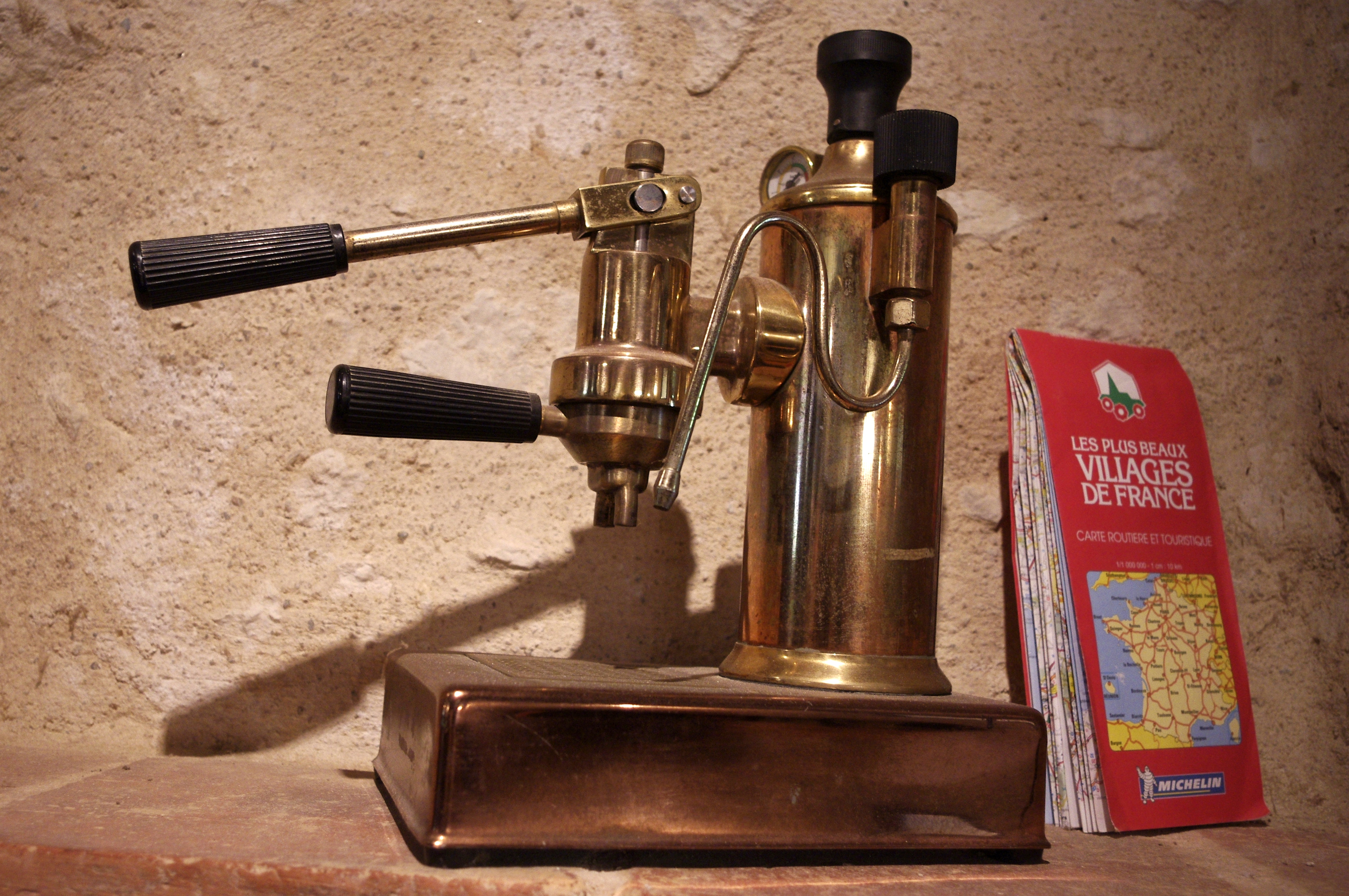
Espressor cu pârghie

- Espressoare cu abur: sunt primele mașini espresso inventate; acestea folosesc presiunea aburului dintr-un boiler care este trecută prin cafeaua râșnită, timp de aproximativ 1 minut. Gustul cafelei preparată de aceste mașini este ușor acru și ars, datorat aburului combinat cu apa fierbinte, care alterează gustul cafelei.

- Espressoare cu piston: folosesc un piston care, acționat manual de o pârghie, împinge apa încălzită prin cafeaua macinată. Există două tipuri de espressoare manuale cu pârghie, cu arc sau fără arc.

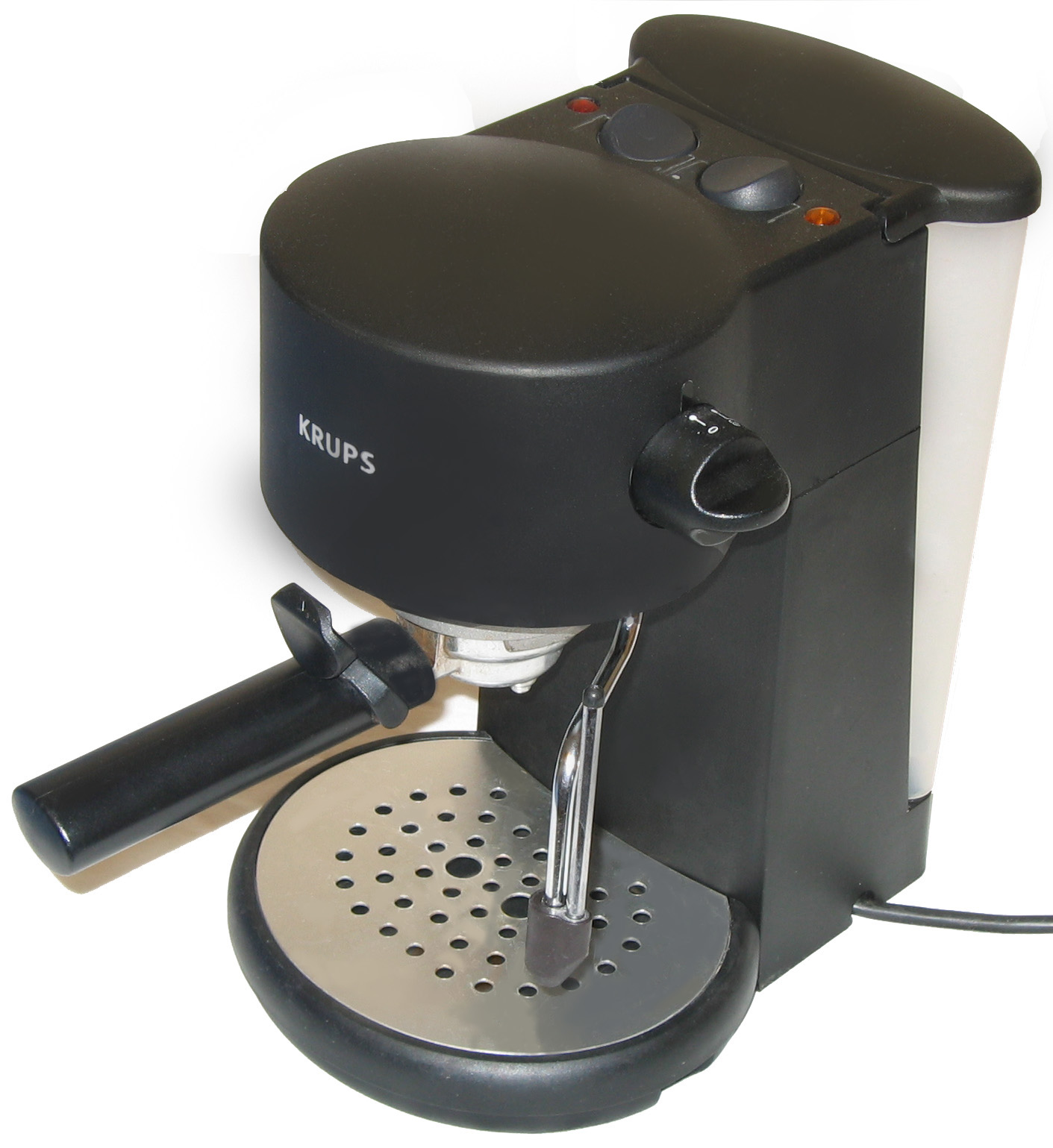
Espressor cu pompă semiautomatic

- Espressoare semiautomate: utilizează o pompă electrică care elimină inconstanța presiunii aplicată pârghiei. Deoarece operatorul controlează cantitatea de apă la preparare, acestui espressor i s-a dat numele de espressor semiautomat. Posibilitatea pompării unei cantități variate de apă a permis crearea unei mai mari varietăți de băuturi espresso. Aceste aparate de espresso sunt destinate consumului casnic și au devenit în scurt timp foarte populare datorită ușurinței în utilizare.

- Espressoare automate: sunt aparate cu râșniță incorporată. Acestea măsoară cantitatea necesară de cafea râșnită, reglează granulozitatea cafelei, compactează pulberea de cafea, măsoară apa, prepară espresso-ul și eliberează zațul de cafea într-un rezervor.

- Espressoare superautomate (automate de cafea): sunt prevăzute cu grup de cafea și pot produce mai multe espresso simultan. Cele mai perfecționate sunt espressoarele automate cu rezervor de lapte inclus, ce pot livra în mod automat espresso și lapte spumat în aceeași ceașcă (one touch). Automatul preia laptele condensat din vas, îl încălzește și-l oferă sub formă de spumă de lapte peste care toarnă un espresso. Espressoarele automate sunt recomandate pentru un consum de până la 30 cafele pe zi.

Majoritatea espressoarelor automate au indicatori și afișaje luminoase sau digitale, care avertizează despre nivelul de apă, cantitatea boabelor de cafea, sau container de zaț plin, precum și sisteme de autocurățare sau dispozitive automate de spumare.
Automatele pentru spații și instituții publice denumite și automate vending, sunt întâlnite în locuri cu trafic ridicat. Ele pot fi prevăzute cu sisteme de plată (cititor de bancnote, jetoniera, restiera) iar consumatorul își procură singur cafeaua espresso sau alte tipuri de bauturi instant. Paharul și zaharul sunt distribuite de asemenea automat.

### Nespresso

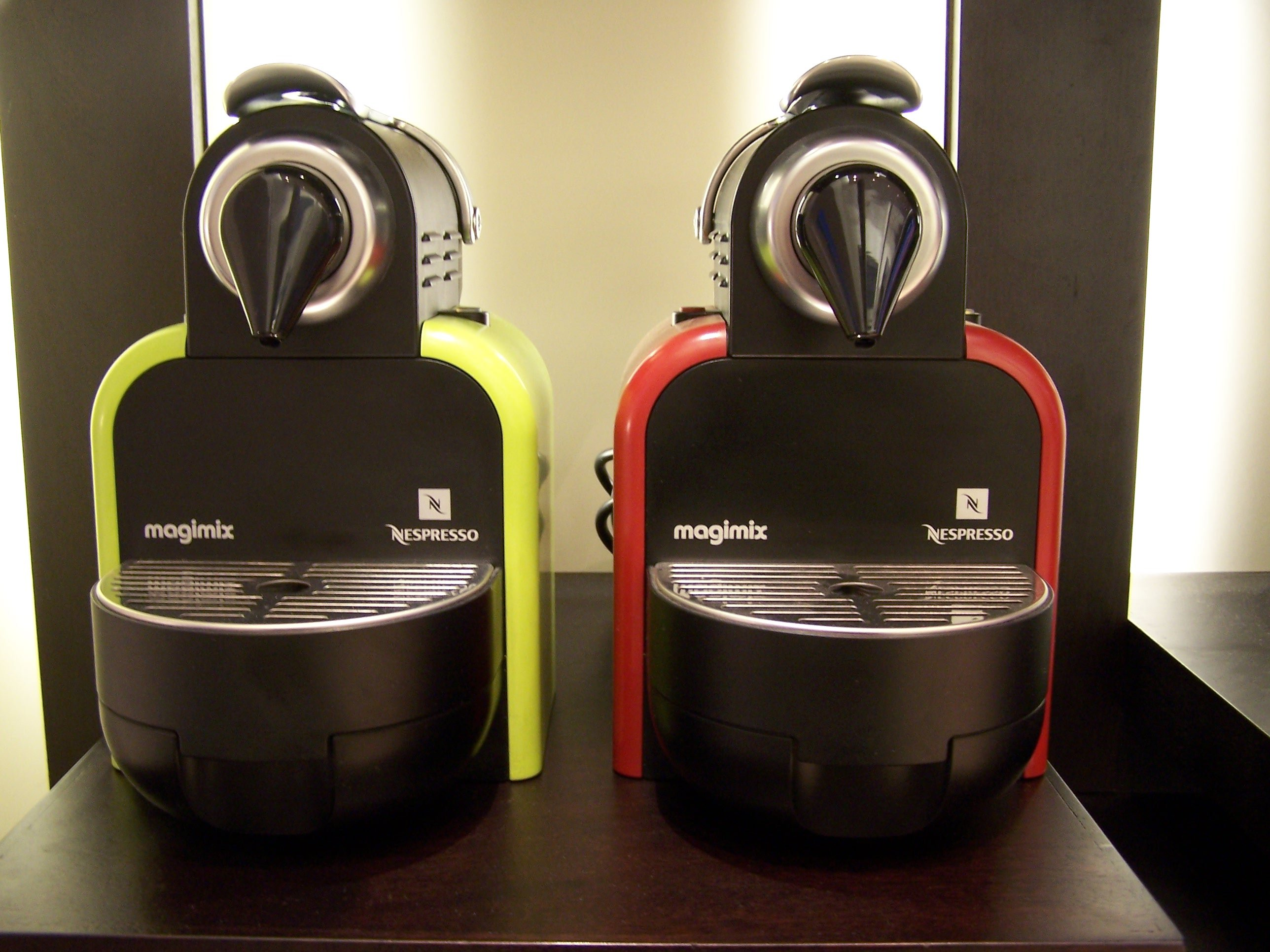
Espressoare Nespresso Magimix

Denumite și espressoare cu capsule, sunt espressoare apărute pe piață în anul 1986, introduse de firma Nestlé sub numele Nespresso și produse de filiala Nestlé Nespresso S.A. Acestea sunt similare cu espressoarele semiautomate cu pompă, însă cafeaua se obține pe baza utilizării unor capsule ce conțin cafea. Aceste tipuri de aparate oferă avantajul preparării unui espresso de calitate superioară datorită capsulelor dozate identic de fiecare dată. Espressoarele Nespresso au devenit deosebit de populare în Europa, S.U.A. și chiar Japonia. 
Nespresso a încheiat parteneriate cu firmele DeLonghi și Eugster pentru a produce espressoarele, iar pentru distribuirea lor cu Turmix, Koenig, Krups, Magimix și Siemens.

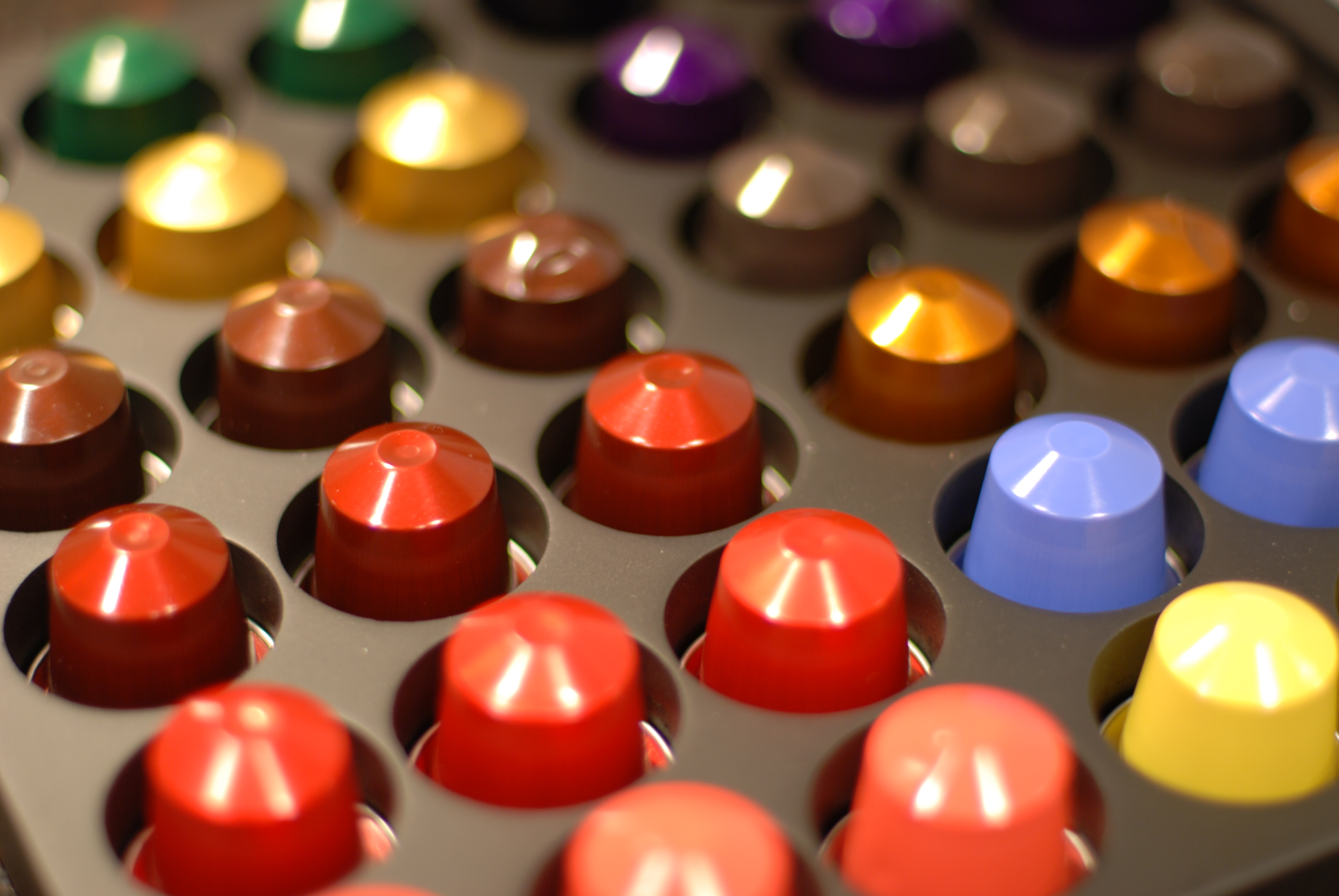
Capsule Nespresso

Capsulele Nespresso sunt fabricate din folie de aluminiu acoperite cu un film interior din material plastic evitându-se orice contact între aluminiu și cafea. Când capsula se introduce în aparat, partea de sus este perforată, apoi odată ce aparatul este pornit, apa fierbinte este pompată și trimisă sub presiune în capsulă. Amestecurile de cafea conținute în capsule sunt preparate pe bază de cafea robusta și arabica în proporții variate. Există 22 de varietăți comercializate pentru sectorul casnic și opt pentru piața profesională, fiecare având culoare distinctă.
Capsulele sunt distribuite în exclisivitate în lanțul de magazine Nespresso, dar se produc și capsule compatibile care au un preț mai scăzut. Există de asemenea și capsule din plastic și care sunt reutilizabile.
În sectorul profesional, Nespresso s-a lansat pe piață în anul 1996, prin intermediul diviziei Nespresso Professional, care apoi a devenit Nespresso Business Solutions. În anul 2006, acest sector a reprezentat 15% din clienții brandului. Capsulele nu au același format ca cele pentru publicul larg și pot fi utilizate numai pe aparatele profesionale.

### Moka espresso

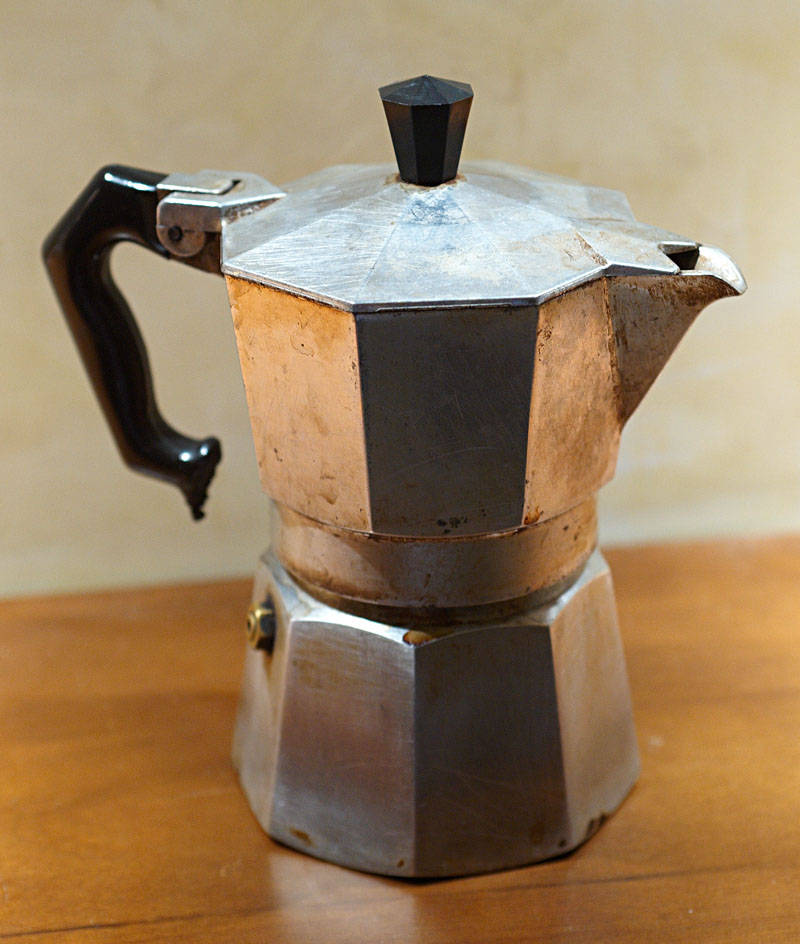
Cafetieră Moka espresso

Moka espresso este o altă modaliate de preparare a unui espresso ce folosește o cafetieră. Creatorul acesteia a fost italianul Alfonso Bialetti în anul 1933 care a și fondat compania Bialetti să producă cafetierele „Moka Express”. Principiul de funcționare se bazează pe utilizarea de abur sub presiune pentru a prepara cafeaua. Apa rece este plasată în compartimentul de jos al aparatului care prin fierbere se ridică printr-un tub central, se lasă peste cafeaua măcinată aflată în centru, trece apoi printr-un filtru și ajunge în compartimentul superior de unde este servită.

## Firme producătoare
Există o gamă foarte variată de modele de espressoare, cu construcții și tehnologii diferite, de la cele pentru uz casnic și de birou până la modele comerciale și profesionale. 
Producătorii de pe piața aparatelor pentru acasă  includ: DeLonghi, Gaggia, Jura⁠(d), Krups, Lavazza, Philips, Rancilio, Saeco etc. Produsele comerciale și profesionale includ: Astoria, Aurora, Bezzera, Bianchi, Brasilia, Casadio, Colibri, Diadema, Elektra, Gaggia, Grimac, La Marzocco, La Spaziale, MCE, Nekta, Nuova Simonelli, SAB, La Pavoni, Rancilio, Reneka, Roca Expres, San Marino, San Marco, Sanremo, La Spaziale, Saeco, Synesso, Tecnica etc.